# Звездни рейнджъри
„Звездни рейнджъри“ (на английски: Starship Troopers) е американски сатиричен научнофантастичен филм от 1997 година на режисьора Пол Верховен, по сценарий на Едуард Нюмейър. Базиран е по едноименния роман от 1959 г. на Робърт А. Хейнлейн. Музиката е композирана от Базил Поледорис. Филмът излиза на екран от 7 ноември 1997 г. и е разпространен от TriStar Pictures (Sony Pictures Releasing) в Северна Америка, и международно от Touchstone Pictures (Buena Vista International).

## „Звездни рейнджъри“ В България
В България филмът е пуснат на кината на 12 януари 1998 г. от Съни филмс, а по-късно е издаден на VHS и DVD от 16 февруари 2000 г. на Александра Видео.
На 15 март 2003 г. за първи път е излъчен по Канал 1 на БНТ с български дублаж за телевизията. Екипът се състои от:
| Преводач            | Мая Илиева                                                                             |
| Редактор            | Даниела Григорова                                                                      |
| Тонрежисьор         | Елеонора Карагьозова                                                                   |
| Режисьор на дублажа | Димитър Караджов                                                                       |
| Озвучаващи артисти  | Таня Димитрова Живка Донева Даниел Цочев Александър Воронов Ивайло Велчев Пламен Захов |

- Един от последните озвучени филми на Пламен Захов преди неговата смърт.

На 6 ноември 2007 г. е излъчен по Диема с втори български дублаж. Екипът се състои от:
| Озвучаващи артисти  | Даниела Йорданова Ани Василева Симеон Владов Тодор Георгиев Силви Стоицов |
| Преводач            | Ирина Ценкова                                                             |
| Тонрежисьор         | Димитър Кукушев                                                           |
| Режисьор на дублажа | Димитър Кръстев                                                           |

## Филми от поредицата за „Звездни рейнджъри“
Поредицата „Звездни рейнджъри“ включва 3 филма:
- „Звездни рейнджъри“ (1997)
- „Звездни рейнджъри 2: Герой на Федерацията“ (2004)
- „Звездни рейнджъри 3: Мародер“ (2008)